# Hans-Wilhelm Pesch
Hans-Wilhelm Pesch (* 19. Juni 1937 in Rheydt) ist ein ehemaliger deutscher Politiker (CDU).
Nach seinem Abitur studierte Pesch Volkswirtschaft und Betriebswirtschaft. Er war zudem Geschäftsführer einer Firma.
1964 trat Pesch der CDU bei, wo er 1986 Kreisvorsitzender wurde. 1969 trat er erstmals in den Stadtrat von Mönchengladbach ein. Von 1975 bis 1984 war er Bürgermeister von Mönchengladbach und zur gleichen Zeit Fraktionsvorsitzender im Stadtrat. Von 1983 bis 1998 saß Pesch im Deutschen Bundestag. Er gewann dabei immer das Direktmandat im Bundestagswahlkreis Mönchengladbach.